# Sclaters dwerglijster
Sclaters dwerglijster  (Catharus  maculatus) is een vogelsoort uit de familie lijsters (Turdidae). Het is een vogel die voorkomt in bergwouden van West-Venezuela en de oosthellingen van de Andes tot in Argentinië.

## Taxonomie
De soort werd in 1858 door Philip Lutley Sclater als aparte soort beschreven als Malacocichla maculatus. In 1879 werd de soort verondersteld een ondersoort te zijn van de Goulds dwerglijster (Cantharus dryas maculatus). Op grond van nader onderzoek aan uiterlijke kenmerken, geluid en het  mitochondriaal DNA, gepubliceerd in 2017, werd de soort weer afgesplitst.

## Kenmerken
Deze soort is donkerder dan C. dryas en sterker gevlekt met een duidelijk contrast op borst en buik. 
Er zijn twee ondersoorten:
- C. m. maculatus: oostelijk Colombia en westelijk Venezuela tot westelijk Bolivia.
- C. m. blakei: zuidelijk Bolivia tot noordelijk Argentinië.

## Verspreiding en leefgebied
Deze soort komt voor van westelijk Venezuela tot in Argentinië. De leefgebieden liggen in berggebieden, in een lange noord-zuid lopende strook over de oostelijke hellingen van de Andes. Het habitat  bestaat uit lastig toegankelijk, vochtig montaan bos en nevelwoud tussen de 600 en 2300 m boven zeeniveau. 

## Status
De vogel wordt ook door BirdLife International als aparte soort opgevat en heeft de vermelding "niet bedreigd" op de Rode Lijst van de IUCN.